# Notářský zápis

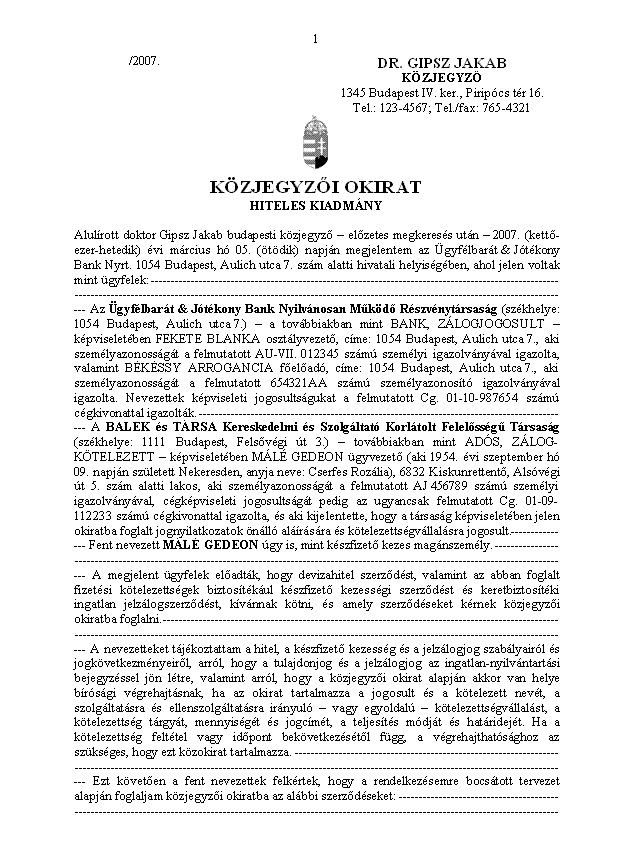
Stejnopis notářského zápisu sepsaného v maďarštině

Notářský zápis (v minulosti se také používalo označení notářský spis) je listina sepsaná notářem, která má při splnění zákonem stanovených náležitostí charakter veřejné listiny. Některá právní jednání musejí být povinně učiněna ve formě notářského zápisu. Veřejnou listinou jsou i stejnopisy notářského zápisu a výpisy z notářského zápisu.

## Druhy notářských zápisů
- o právním jednání

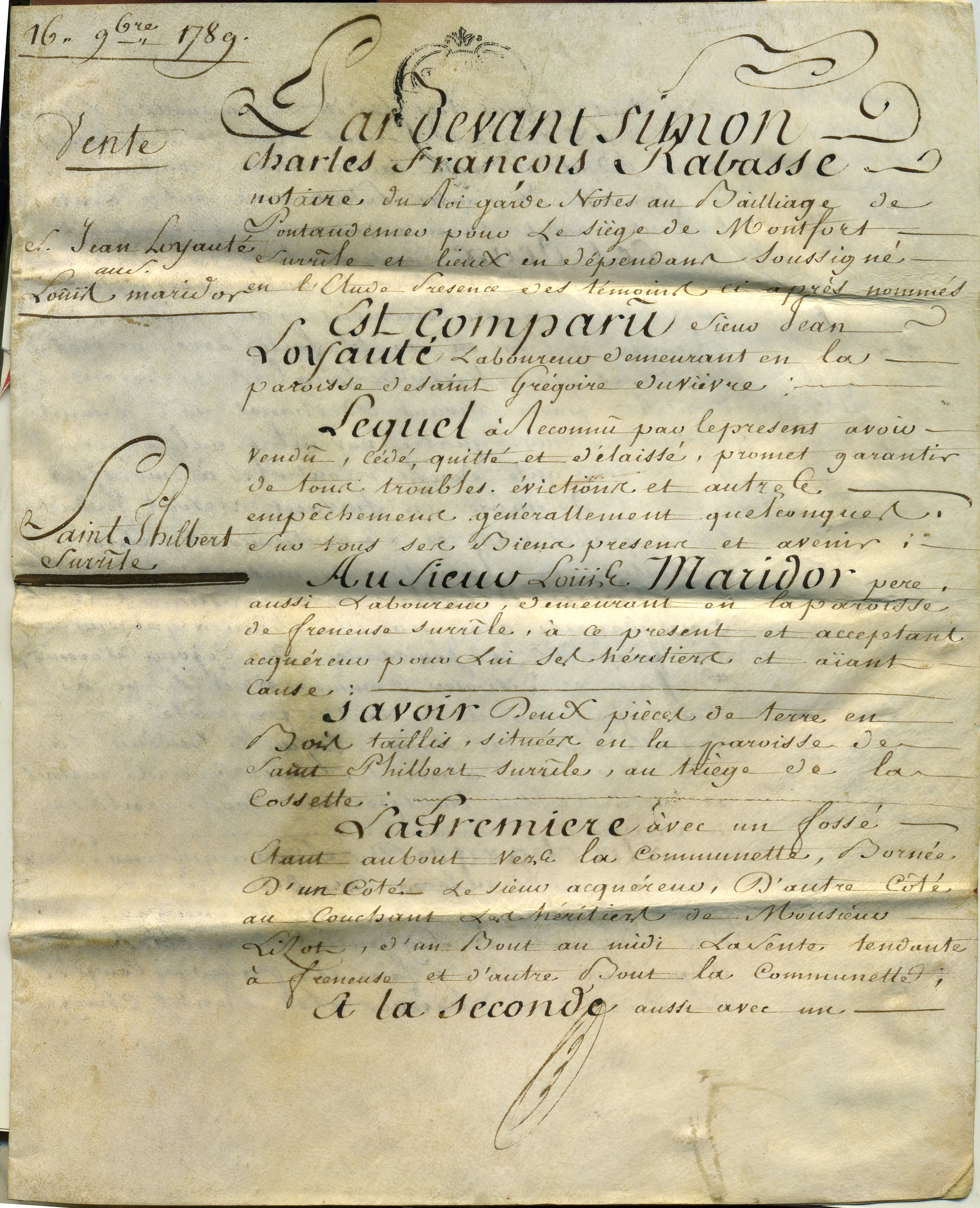
Francouzsky psaný notářský zápis o kupní smlouvě z roku 1789

- o průběhu valných hromad a schůzí právnických osob
- o tom, že je někdo naživu
- o jiných skutkových dějích a stavu věcí
- o prohlášení

Zvláštním druhem notářského zápisu o právním jednání je notářský zápis se svolením k vykonatelnosti, který je exekučním titulem.

## Stejnopisy, opisy a výpisy

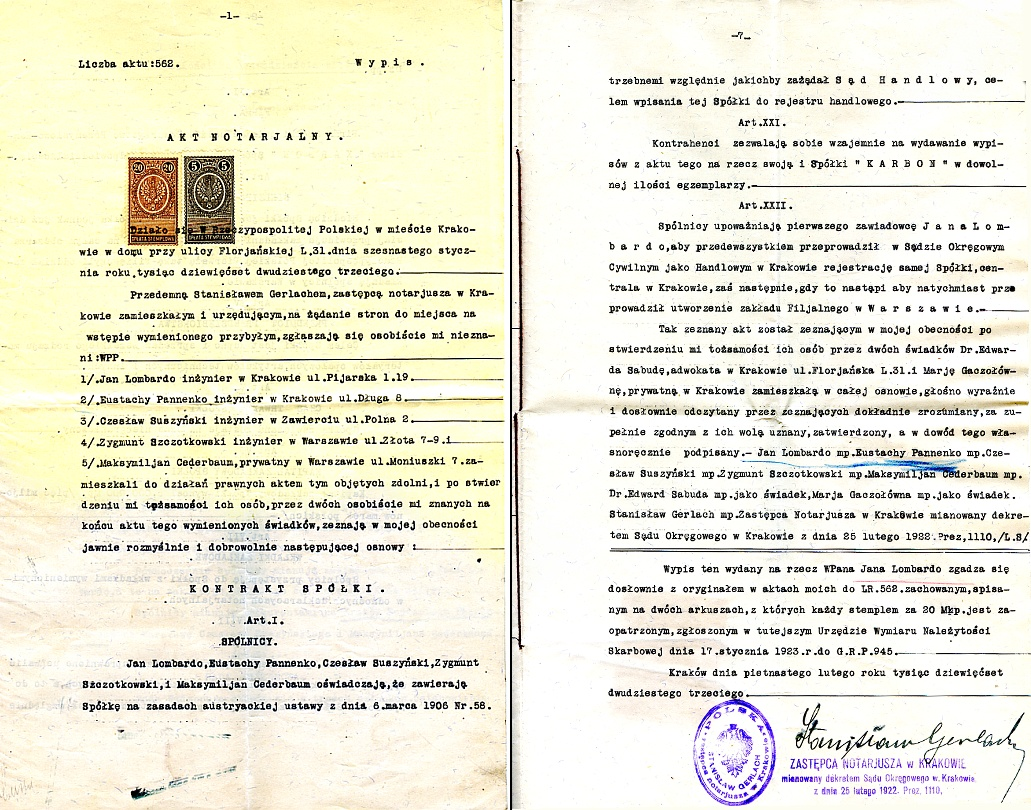
První a poslední strana notářského zápisu sepsaného v roce 1923 v Krakově

Notářské zápisy (s originálními podpisy notáře i účastníků) se ukládají v notářské kanceláři notáře, který je sepsal.
Účastníkům se vydávají stejnopisy notářského zápisu, které obsahují stejný text jako vlastní notářský zápis, jakož i opisy (kopie) všech příloh notářského zápisu, a dále doložku ověřující shodu stejnopisu s notářským zápisem. Stejnopisy jsou v záhlaví první strany označeny nápisem „STEJNOPIS“ (provedeným zpravidla razítkem nebo tiskem). Nelze však vydat stejnopis notářského zápisu o závěti.
Obdobně je možné vydat také výpisy z notářského zápisu, které obsahují pouze část údajů uvedených v notářském zápisu (například jen některých samostatných jednání); výpisem však nesmí být zpochybněn obsah notářského zápisu.
Těm osobám, kterým lze vydat stejnopisy notářského zápisu, je možné vydat také (prosté) opisy notářského zápisu, které na rozdíl od stejnopisu neobsahují doložku o ověření shody s notářským zápisem (obsahují tedy pouze vlastní text zápisu). Opis notářského zápisu o závěti či listiny o ustanovení správce dědictví lze vydat jen pořizovateli, osobě ustanovované správcem dědictví či jejich zmocněncům.
Pro notářský zápis se používá zkratka NZ. Žádosti o sepsání notářského zápisu se zapisují do rejstříku N – NZ s tím, že notářský zápis se označí běžným číslem rejstříku NZ a může se označit rovněž spisovou značkou rejstříku N (např. N 78/2010, NZ 72/2010).